# Reichslehen
Ein Reichslehen ist ein vom König bzw. dem Kaiser aus der Reichsgutmasse verliehenes Lehen.
Sie waren im Reich (Heiliges Römisches Reich) bestehende Lehen, die in der Regel vom Kaiser oder König verliehen wurden. Der deutsche Ausdruck Reichslehen erscheint erst in der Frühen Neuzeit; Die mittelalterlichen Quellen bezeichnen sie als feudum imperiale bzw. regale, als ab imperio, seit dem 13. Jh. dann als a nobis et imperio.
Unterscheiden lassen sich:
- geistliche und weltliche Fürstenlehen (in der Form von Zepterlehen und Fahnlehen)
- Grafenlehen (Reichsgraf, Grafschaft)
- ministerialische Dienstlehen (an Ministeriale bzw.  Ministerialität, in Form von Dienstlehen, Amtslehen oder Ambachtslehen)

Eine Sonderstellung unter den Fürstenlehen nahm das Herzogtum und spätere Königreich Böhmen ein, das seit 1002  mit Herzog Vladivoj in einem formellen Lehensverhältnis zum Heiligen Römischen Reich stand.
siehe Lehnswesen